# 潘晓真
潘晓真（： Ban Hyo-jin，2007年9月20日—），又译潘孝真、潘孝珍、潘秀珍，韩国女子射击运动员，主攻步枪，2024年射击世界杯慕尼黑站女子10米气步枪银牌得主、2024年夏季奥林匹克运动会女子10米气步枪金牌得主。